# 遼東護軍
遼東護軍，十六国时期官名。
北燕时，设置遼東護軍，属于營州（治所在宿军，今辽宁省北镇市），根据《魏故潮州刺史石使君墓志铭》记载，乐陵人石邃担任遼東護軍。太兴二年（432年），北魏攻打北燕，取得營州，废除遼東護軍。